# Paracles discalis
Paracles discalis är en fjärilsart som beskrevs av Gottfried Christian Reich 1933. Paracles discalis ingår i släktet Paracles och familjen björnspinnare. Inga underarter finns listade i Catalogue of Life.